# 刘璞
刘璞（？—），女，中华人民共和国政治人物，曾任宁夏回族自治区政协人口资源环境委员会主任，第八届全国人大代表，第九、十届全国政协委员。